# Walckenaeria neglecta
Walckenaeria neglecta este o specie de păianjeni din genul Walckenaeria, familia Linyphiidae, descrisă de Bosmans, 1993.
Este endemică în Algeria. Conform Catalogue of Life specia Walckenaeria neglecta nu are subspecii cunoscute.